# Eduardo Lima (brazylijski piłkarz)
Eduardo Lima (ur. 22 sierpnia 1920 w São Paulo, zm. 17 lipca 1973) – piłkarz brazylijski, występujący podczas kariery na pozycji napastnika.

## Kariera klubowa
Całą piłkarską karierę Eduardo Lima spędził w SE Palmeiras. Podczas tego okresu Lima wygrał z Palmeiras dwukrotnie mistrzostwo stanu São Paulo – Campeonato Paulista w 1944 i 1947 roku.

## Kariera reprezentacyjna
W reprezentacji Brazylii Eduardo Lima zadebiutował 14 maja 1944 w towarzyskim meczu z reprezentacją Urugwaju. Był to udany debiut, gdyż Lima zdobył dwie bramki. W 1945 roku zdobył z Brazylią Copa Julio Roca 1945 po pokonaniu Argentyny.
W 1946 roku Lima uczestniczył w turnieju Copa América, na którym Brazylia zajęła drugie miejsce. Na tym turnieju Lima wystąpił w trzech meczach z Boliwią, Urugwajem oraz Argentyną.
Ostatni raz w reprezentacji Lima wystąpił 29 marca 1947 w zremisowanym 0-0 meczu z reprezentacją Urugwaju. Stawką tego meczu było Copa Rio Branco 1947, które Brazylia zdobyła. Ogółem w reprezentacji wystąpił w 10 meczach i strzelił 3 bramki.